# Solova, Zolociv
Solova (în ucraineană Солова) este un sat în comuna Kurovîci din raionul Zolociv, regiunea Liov, Ucraina.

## Demografie
Componența lingvistică a localității Solova
     Ucraineană (99,35%)
     Alte limbi (0,64%)
Conform recensământului din 2001, majoritatea populației localității Solova era vorbitoare de ucraineană (99,35%), existând în minoritate și vorbitori de alte limbi.